# کوکلوجه (یورغیر)
کوکلوجه (به ترکی استانبولی: Köklüce) یک منطقهٔ مسکونی در ترکیه است که در یورغیر واقع شده‌است.